# Niele Ivey
Niele Deirdre Jamillah Viveca Ivey (St. Louis, 24 settembre 1977) è un'ex cestista e allenatrice di pallacanestro statunitense, professionista nella WNBA.

## Carriera
È stata selezionata dalle Indiana Fever al secondo giro del Draft WNBA 2001 (19ª scelta assoluta).

## Palmarès
- Campionessa NCAA (2001)